# 1 in 360
1 in 360 war der san-marinesische Vorentscheid für den Eurovision Song Contest 2018 in Lissabon und fand im Januar und Februar 2018 statt. Es gewann Jessika Muscat feat. Jenifer Brening mit dem Lied Who We Are.

## Format

### Konzept
Am 17. Oktober 2017 bestätigte SMRTV seine Teilnahme auf einer extra einberufenen Pressekonferenz und gab dabei bekannt, dass man 2018 einen Online-Vorentscheid für den ESC abhalten wird. Dazu wird SMRTV mit der Londoner Firma 1 in 360 Ltd. zusammenarbeiten. Dies wird der erste nationale Vorentscheid San Marinos beim ESC darstellen, da die Interpreten und Songs alle zuvor intern gewählt wurden.
SMRTV rief dazu auf, Bewerbungen auf der offiziellen Internetseite des Vorentscheides einzureichen. Neben Covers, können auch eigene Songs eingereicht werden. Um es überhaupt bis zur internen Juryauswertung zu schaffen, muss man mindestens 100 Likes auf sein Cover bzw. Song haben. Dieser Teil kann allerdings auch übersprungen werden, indem man 4,99 € bezahlt. Im Dezember soll dann eine Liste mit 10 Teilnehmern veröffentlicht werden, die von der internen Jury ausgesucht wurden. Dabei können bis zu drei Wildcards vergeben werden. Im Januar und Februar 2018 sollen die 10 Teilnehmer dann in verschiedenen aufgezeichneten Sendungen, online und auf SMRTV, Covers vor einer professionellen Jury vorstellen. Dabei wird in jeder Sendung aus einem Mix aus Jury- und Televoting die Qualifizierten für die nächste Sendung bestimmt.
Ende Februar 2018 sollen dann drei Finalisten drei verschiedene Songs vorstellen, die intern bestimmt wurden. Der Gewinner, der dann letztendlich San Marino beim ESC vertreten darf, wird dabei zu 50 % durch eine Jury und zu 50 % durch Televoting entschieden.

### Beitragswahl
Bis zum 30. November 2017 können sich Interessierte auf der offiziellen Internetseite bewerben. Bezüglich der Herkunft und des Genres der Künstler gibt es keinerlei Einschränkungen, sodass aus der ganzen Welt Bewerbungen eingehen könnten. Im Dezember werden dann die 10 Teilnehmer bekanntgegeben, die in den online Shows gegeneinander antreten werden.

#### Gefälschte Bewerbungen
Der Vorentscheid hat immer wieder mit gefälschten Bewerbungen zu kämpfen, so wurden beispielsweise angebliche Bewerbungen der Repräsentantin Islands beim Eurovision Song Contest 2015, Maria Olafsdottir, sowie die der Sängerin Margaret fälschlicherweise veröffentlicht.

### Moderation
Am 20. Oktober 2017 wurde bekanntgegeben, dass Nick Earles und Kristin Stein die Show moderieren werden.

### Jury
Die Jury besteht momentan aus folgenden Mitgliedern:
- Zoë Straub (Österreichs Interpretin beim ESC 2016)
- Vince Bugg (Choreograph)
- Neon Hitch (Sängerin)
- Alessandro Capicchioni (Delegationsleiter San Marinos)

Die Jury wird zu 50 % für das Ergebnis jeder Sendung verantwortlich sein.

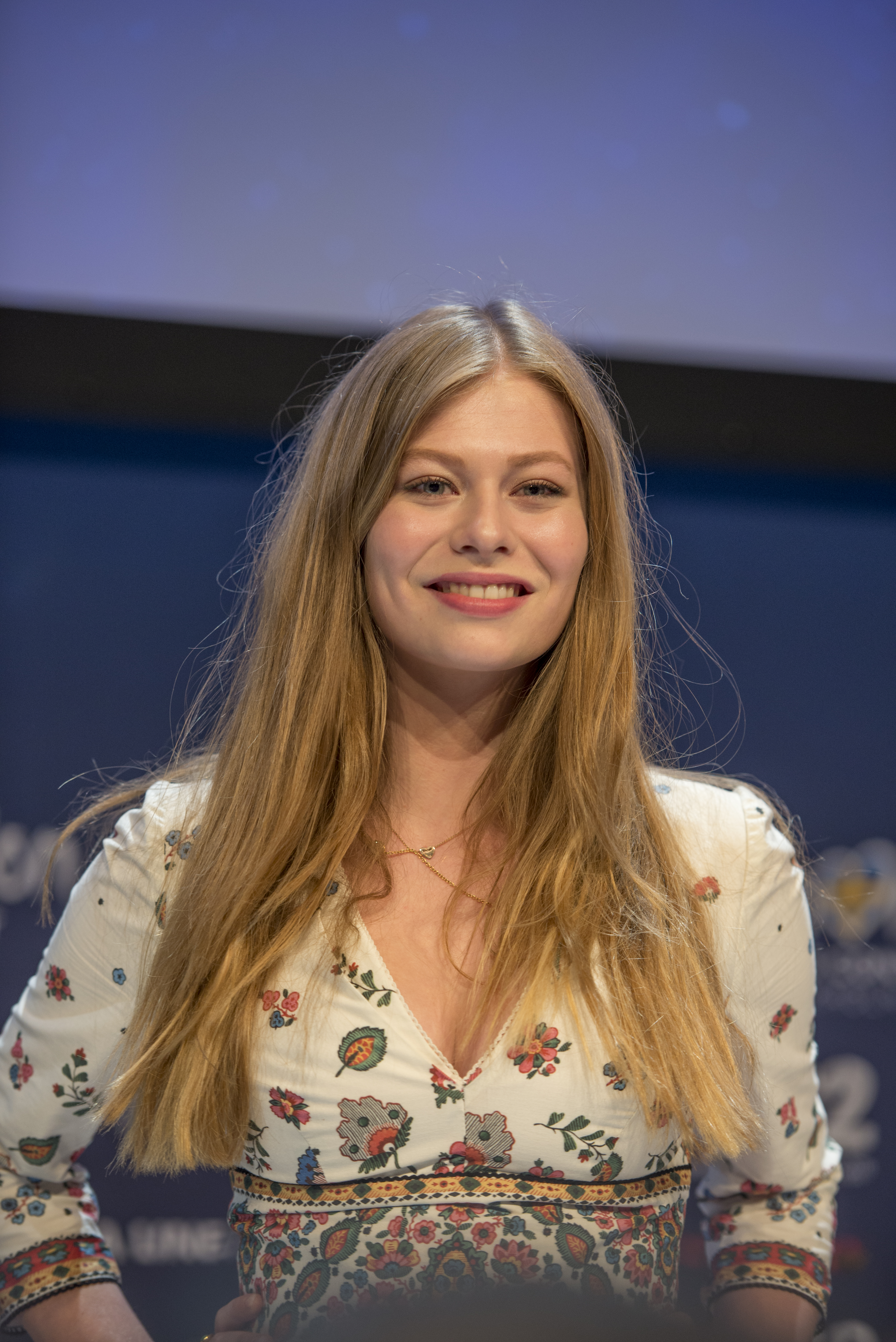
Zoë Straub
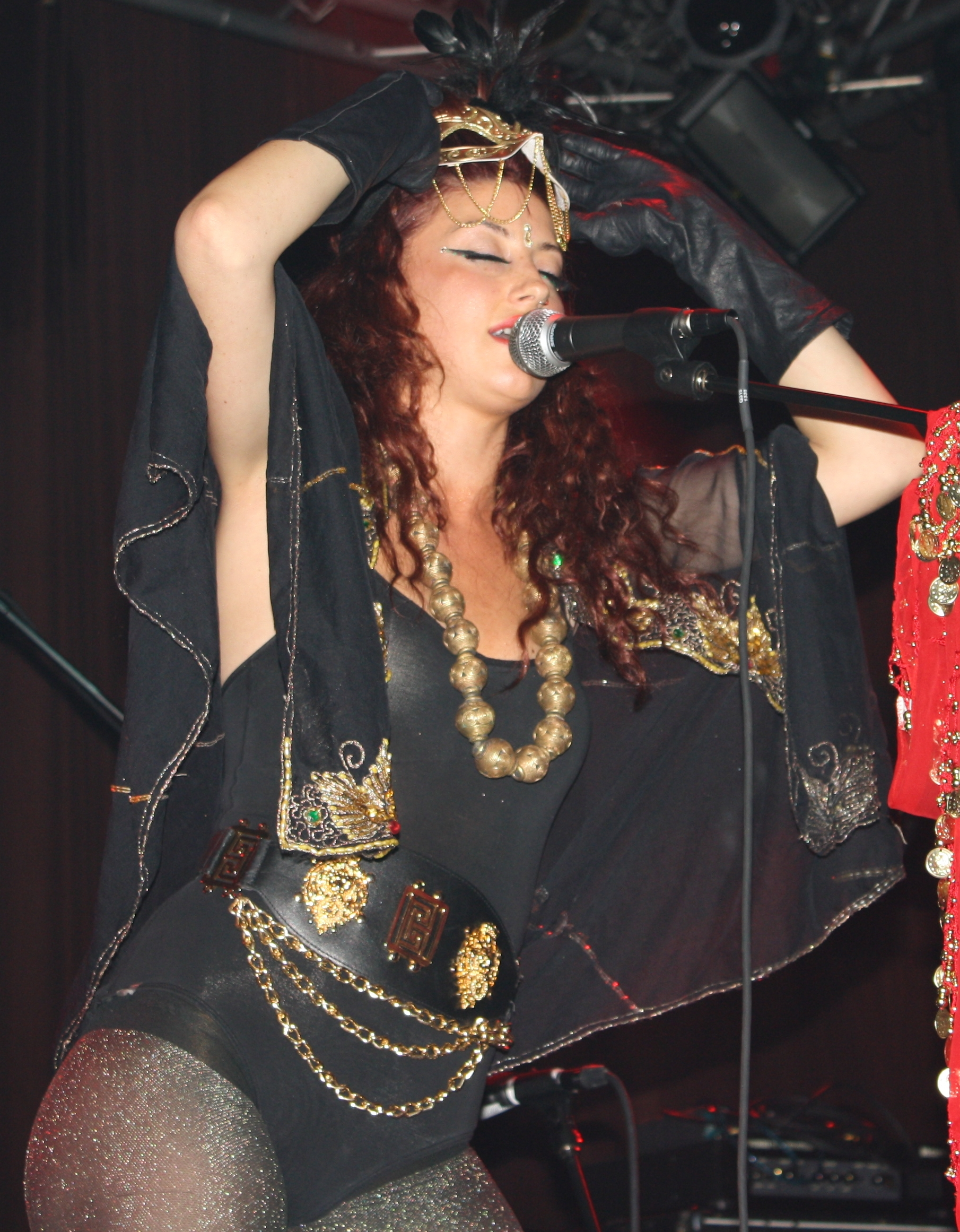
Neon Hitch
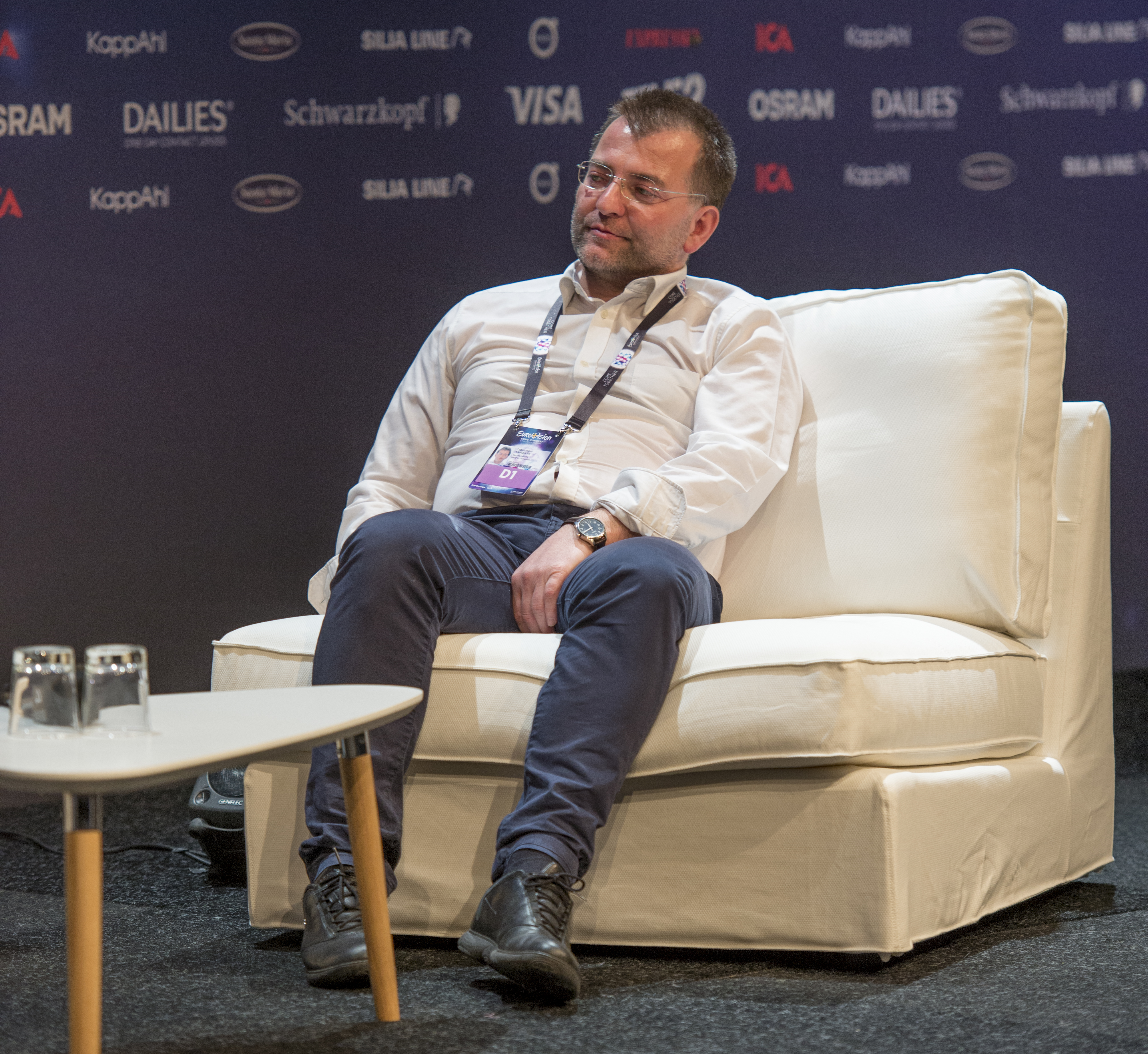
Alessandro Capicchioni

## Teilnehmer
Am 23. Dezember 2017 veröffentlichte San Marino RTV die Teilnehmerliste. Sie besteht aus 11 Interpreten. Drei Teilnehmer waren schon im Vorfeld bekannt und erhielten eine Wildcard, die sie zur Teilnahme am Vorentscheid berechtigt.

### Erste Wildcard
Die erste Wildcard wurde durch die OGAE-Fanclubs und weitere Fanclubs vergeben, die sich um eine Teilnahme beworben haben. Mit 47 Punkte setzte sich die finnische Sängerin Emma Sandström durch. Sie nahm 2017 am finnischen Vorentscheid Uuden Musiikin Kilpailu 2017 teil und belegte den dritten Platz.
| Platz | Interpret               | Punkte |
| ----- | ----------------------- | ------ |
| 01    | Emma Sandström          | 51     |
| 02    | Franklin Calleja        | 49     |
| 03    | Sada Vidoo              | 36     |
| 04    | Tiago Braga             | 35     |
| 05    | Yana Glushak            | 31     |
| 06    | Domenico Caringella     | 29     |
| 07    | Judah Gavra             | 24     |
| 08    | Justinas Stanislovaitis | 24     |
| 09    | Mahan Moin              | 20     |
| 10    | Rick Jurthe             | 20     |

### Zweite Wildcard
Jury-Mitglied Zoë Straub stellte am 13. November 2017 die Kriterien für die zweite Wildcard vor. Ab dem 1. Dezember 2017 hatten die Zuschauer die Möglichkeit, ihre Stimme abzugeben. Als Gewinner der Italiener Giovanni Montalbano hervor. Er erhielt in der zehntägigen Abstimmung die meisten Stimmen.

### Dritte Wildcard
Am 26. November 2017 stellte San Marino RTV die Details über die Vergabe der dritten Wildcard vor. Diese wird an einer der san-marinesischen Interpreten vergeben, die sich für den Vorentscheid beworben haben. Valentina Monetta stellte am 20. Dezember 2017 den Sänger Irol MC als Gewinner vor. Er vergab die Jury-Punkte beim Eurovision Song Contest 2016.
| Interpret            |
| -------------------- |
| Alessandra Busignani |
| Alibi                |
| Anita Simoncini      |
| Fabrizio Valentini   |
| Fiorella Giudi       |
| Gianluigi Colucci    |
| Irol MC              |
| Jimmi JDKA           |

## Halbfinale

### Erstes Halbfinale
Das erste Halbfinale fand am 9. Februar 2018, 20:00 Uhr (MEZ) statt.
| Startnr. | Herkunft    | Interpret           | Lied Musik (M) und Text (T)                                                                                 |
| -------- | ----------- | ------------------- | --- |
| 01       | Finnland    | Emma Sandström      | Diamonds M/T: Emma Sandström, Stefan Moessle, Martin Kromar                                                 |
| 02       | San Marino  | Irol MC feat. Basti | Stuck Without Me                                                                                            |
| 03       | Italien     | Giovanni Montalbano | Per quello che mi dai M/T: Christof Straub, Zoe Straub, Mathias Strasser, Giovanni Montalbano               |
| 04       | Deutschland | Basti               | Moonlight                                                                                                   |
| 05       | Israel      | Judah Gavra         | Stay M/T: Christof Straub, Zoe Straub, Mathias Strasser                                                     |
| 06       | Simbabwe    | Tinashe Makura      | We Are One                                                                                                  |
| 07       | Malta       | Jessika Muscat      | Who We Are M/T: Christof Straub, Zoe Straub, Mathias Strasser, Stefan Moessle, Jenifer Brening              |
| 08       | Österreich  | Sara de Blue        | Until the Morning Light M/T: Christof Straub, Zoe Straub, Mathias Strasser, Stefan Moessle, Jenifer Brening |
| 09       | Deutschland | Jenifer Brening     | Sorry M/T: Christof Straub, Zoe Straub, Mathias Strasser, Stefan Moessle, Lorenzo Salvatori, Harold Taylor  |
| 10       | Malta       | Franklin Calleja    | Best Years of Our Lives                                                                                     |
| 11       | Norwegen    | Camilla North       | Free Yourself M/T: Christof Straub, Zoe Straub, Mathias Strasser, Tinashe Makura                            |

 Kandidat hat sich mit diesem Lied für das Finale qualifiziert.

### Zweites Halbfinale
Das zweite Halbfinale fand am 16. Februar 2018, 20:00 Uhr (MEZ) statt.
| Startnr. | Herkunft    | Interpret             | Lied Musik (M) und Text (T)                                                                                              |
| -------- | ----------- | --------------------- | --- |
| 01       | Finnland    | Emma Sandström        | Hold On |
| 02       | San Marino  | Irol MC feat. Jessika | Stuck Without Me |
| 03       | Italien     | Giovanni Montalbano   | Immenso blu |
| 04       | Deutschland | Basti                 | Stay M/T: Christof Straub, Zoe Straub, Mathias Strasser                                                                  |
| 05       | Israel      | Judah Gavra           | Moonlight |
| 06       | Simbabwe    | Tinashe Makura        | Free Yourself |
| 07       | Malta       | Jessika Muscat        | Out of the Twilight M/T: Christof Straub, Zoe Straub, Mathias Strasser, Sara Köll                                        |
| 08       | Österreich  | Sara de Blue          | Out of the Twilight M/T: Christof Straub, Zoe Straub, Mathias Strasser, Sara Köll                                        |
| 09       | Deutschland | Jenifer Brening       | Until the Morning Light M/T: Christof Straub, Zoe Straub, Mathias Strasser, Stefan Moessle, Jenifer Brening              |
| 10       | Malta       | Franklin Calleja      | Stay M/T: Christof Straub, Zoe Straub, Mathias Strasser                                                                  |
| 11       | Norwegen    | Camilla North         | Yo no soy tu chica M/T: Christof Straub, Zoe Straub, Mathias Strasser, Stefan Moessle, Jenifer Brening, Camilla Norderud |

 Kandidat hat sich mit diesem Lied für das Finale qualifiziert.

## Finale
Das Finale findet am 3. März 2018, 21:00 Uhr (MEZ) in Bratislava statt.
| Platz | Startnr. | Herkunft               | Interpret                            | Lied Musik (M) und Text (T)                                                                                              | Punkte | Punkte       | Punkte |
| Platz | Startnr. | Herkunft               | Interpret                            | Lied Musik (M) und Text (T)                                                                                              | Jury   | Crowdfunding | Gesamt |
| ----- | -------- | ---------------------- | ------------------------------------ | --- | ------ | ------------ | ------ |
| 1.    | 06       | Malta Deutschland      | Jessika Muscat feat. Jenifer Brening | Who We Are M/T: Christof Straub, Zoe Straub, Mathias Strasser, Stefan Moessle, Jenifer Brening                           | 10     | 12           | 22     |
| 2.    | 09       | Österreich             | Sara de Blue                         | Out of the Twilight M/T: Christof Straub, Zoe Straub, Mathias Strasser, Sara Köll                                        | 08     | 12           | 20     |
| 3.    | 10       | Deutschland            | Jenifer Brening                      | Until the Morning Light M/T: Christof Straub, Zoe Straub, Mathias Strasser, Stefan Moessle, Jenifer Brening              | 07     | 12           | 19     |
| 4.    | 04       | Italien                | Giovanni Montalbano                  | Per Quello Che Me Dai M/T: Christof Straub, Zoe Straub, Mathias Strasser, Giovanni Montalbano                            | 06     | 12           | 18     |
| 5.    | 11       | Malta                  | Franklin Calleja                     | Stay M/T: Christof Straub, Zoe Straub, Mathias Strasser                                                                  | 12     | 05           | 17     |
| 5.    | 01       | Norwegen               | Camilla North                        | Yo no soy tu chica M/T: Christof Straub, Zoe Straub, Mathias Strasser, Stefan Moessle, Jenifer Brening, Camilla Norderud | 05     | 12           | 17     |
| 7.    | 08       | Finnland               | Emma Sandström                       | Diamonds M/T: Emma Sandström, Stefan Moessle, Martin Kromar                                                              | 04     | 02           | 06     |
| 7.    | 03       | Simbabwe               | Tinashe Makura                       | Free Yourself M/T: Christof Straub, Zoe Straub, Mathias Strasser, Tinashe Makura                                         | 03     | 03           | 06     |
| 9.    | 07       | Deutschland            | Basti                                | Stay M/T: Christof Straub, Zoe Straub, Mathias Strasser                                                                  | 01     | 04           | 05     |
| 10.   | 05       | San Marino Deutschland | Irol MC feat. Basti                  | Sorry M/T: Christof Straub, Zoe Straub, Mathias Strasser, Stefan Moessle, Lorenzo Salvatori, Harold Taylor               | 02     | 0            | 02     |
| 11.   | 02       | Israel                 | Judah Gavra                          | Stay M/T: Christof Straub, Zoe Straub, Mathias Strasser                                                                  | 0      | 01           | 01     |